# Binya
Binya är en ort i Australien. Den ligger i kommunen Narrandera och delstaten New South Wales, i den sydöstra delen av landet, omkring 450 kilometer väster om delstatshuvudstaden Sydney.
Trakten runt Binya är nära nog obefolkad, med mindre än två invånare per kvadratkilometer.. Närmaste större samhälle är Yenda, omkring 14 kilometer väster om Binya. 
Omgivningarna runt Binya är i huvudsak ett öppet busklandskap. Genomsnittlig årsnederbörd är 499 millimeter. Den regnigaste månaden är mars, med i genomsnitt 77 mm nederbörd, och den torraste är oktober, med 16 mm nederbörd.